# Camp de Maghazi
El camp de refugiats de Maghazi, també conegut com Al-Maghazi o Al-Mughazi (àrab: مخيم المغازي, muẖayyam al-Maḡāzī) és un campament de refugiats palestí que es troba a la governació de Deir al-Balah, al centre de la Franja de Gaza. És un camp de refugiats palestí establert en 1949. Segons l'Oficina Central d'Estadístiques de Palestina, Maghazi tenia 24.284 habitants a mitjan 2006. Segons l'UNRWA, el camp tenia 23.981 residents censats el març de 2013, dels quals 22.266 són refugiats registrats. La superfície del campament és de 559 dúnams (55,9 hectàrees).
L'UNRWA va establir el campament de Maghazi en 1949 per allotjar a uns 9.000 refugiats palestins que van haver d'abandonar les seves llars davant l'avanç de les tropes israelianes durant la Nakba. Aquests refugiats provenien principalment del centre i el sud de Palestina. Encara que al principi va caldre allotjar-los en tendes de campanya, ja en els anys cinquanta se'ls van construir cases de maó i en els seixanta es va procedir a substituir aquestes per altres de ciment.

## Característiques del campament

### Economia
Abans del bloqueig israelià de la Franja de Gaza l'any 2000, la majoria dels refugiats del campament de Maghazi treballaven bé com a assalariats a Israel, bé en les explotacions agràries i pastures locals. Hi ha un soc setmanal els diumenges en el qual els residents compren o venen productes de les seves tendes de comestibles, d'artesania, fleques, cafeteries i restaurants.

### Infraestructures
Com que no disposen d'un sistema de clavegueram, les aigües residuals del camp de refugiats discorren pels seus carrers a l'aire lliure amb el consegüent risc per a la salut pública. L'aigua potable del campament la subministra l'empresa israeliana Mekorot.
Hi ha un centre de salut organitzat per l'UNRWA que atén unes 8.800 visites al mes. Va ser reconstruït en 1992 gràcies al suport d'Austràlia i va afegir una clínica dental en 1995. També hi ha un Centre de la Dona en les activitats de la qual participen més de 6.500 dones i 2.500 nens, un Centre d'Activitats per a la Joventut, que proposa activitats esportives, socials i culturals, i un Centre Comunitari de Rehabilitació que va ser ampliat amb suport financer del Japó en 1998, i en el qual s'atenen a uns 60 nens discapacitats i a més de mil nens amb problemes d'integració.

### Educació
Maghazi té tres escoles d'educació primària i 2 instituts dirigits per l'UNRWA. 6.407 alumnes van assistir a classes en aquestes escoles en el curs 2004-2005. El 1998, UNRWA proporcionava serveis educatius integrats a 1.264 nens amb discapacitat. Hi ha també una sèrie d'activitats per als joves que inclouen atletisme, programes socials i culturals.

## Ocupació Israeliana
Després de la conclusió de la guerra dels Sis Dies en 1967, Israel va ocupar militarment tant la Franja de Gaza com Jerusalem Oriental i Cisjordània, així com els Alts del Golan (pertanyents a Síria) i la península del Sinaí (pertanyent a Egipte), encara que aquesta última va ser retornada després dels acords de Camp David de 1978. La resta de territoris esmentats anteriorment romanen ocupats avui dia, malgrat nombroses resolucions de l'ONU que ordenen el retorn a les fronteres prèvies a 1967.
El 3 d'octubre del 2000, un jove palestí anomenat Amr Kahlil Mustafa al-Rifai, de 17 anys, va morir per trets de l'exèrcit israelià al cap i al tors quan assistia a una manifestació. El 22 d'octubre d'aquest mateix any, Salahaldeen Fawzi Ahmad al-Nijmi, de 15 anys, va morir per trets israelians en el pit durant una manifestació enfront de l'assentament de Kfar Darom.
El 24 de juny del 2001, tropes israelianes es van endinsar al campament de refugiats de Maghazi, matant un palestí i deixant-ne ferits a dos més. A més, aquesta incursió va deixar 17 habitatges destruïts. El 21 d'octubre d'aquest mateix any, Ahmad Yousef Suleiman abu-Mandil, de 17 anys, va morir a conseqüència de les ferides rebudes en l'abdomen durant una incursió de l'exèrcit israelià en el campament de Maghazi.
La nit del dilluns 6 de gener de 2003, l'exèrcit israelià va assaltar el campament, assassinant a tres palestins i ferint-ne a dotzenes. Després va afirmar que el seu objectiu eren milicians amagats. El 5 de febrer de 2003, les tropes israelianes dinamitaren la casa d'un suposat milicià de Fatah amb una anciana de 65 anys dins. El presumpte milicià va morir en un intercanvi de trets amb l'exèrcit israelià, i l'anciana va morir a conseqüència del desplom de casa seva en el campament de Maghazi.
El 4 d'abril de 2004, dos joves palestins de Maghazi van morir per trets israelians prop del mur que separa Gaza d'Israel. Salameh Abdul-Karim Salem abu-Rawida tenia 17 anys i Omar Adnan Ali al-Raghudi en tenia 16, i tots dos es dirigien a cercar feina a Israel.
El 19 de juliol de 2006, Ali Kamal Muhammad al-Najar, un nen de 13 anys del campament de refugiats Mughazi, va morir per un bombardeig de l'exèrcit israelià. Un dia després, Fadwa Faysal Suleiman al-Arrouq, una nena de 13 anys, va morir per les ferides rebudes en un bombardeig israelià en el qual també va morir la seva mare.
Durant la Guerra de Gaza de 2008-2009, un atac aeri israelià va destruir la clínica que Càritas Jerusalem tenia a Maghazi.
El 24 de desembre de 2013, una nena de tres anys anomenada Hala Abu Sbeija va morir per la metralla d'un projectil israelià que va impactar en el seu habitatge. La seva mare i un dels seus germans van resultar ferits en el mateix atac.
El 9 de juliol de 2014, en el marc de la Guerra de Gaza de 2014, un míssil israelià va impactar a la casa de Mohammad Khalaf Odeh al-Nawasra, d'1 any, i de la seva germana Nidal, de 3 anys, matant-los a tots dos. El 9 d'agost d'aquest mateix any, dos joves palestins que circulaven amb motocicleta pel campament van morir en ser impactats per un míssil israelià.
El 28 d'abril de 2015, un adolescent de 14 anys va rebre l'impacte d'una bala perduda mentre estudiava a casa seva a Maghazi i va haver de ser hospitalitzat en estat crític a l'hospital de Deir el-Balah. La bala havia estat disparada per forces israelianes i anava dirigida a fustigar als camperols locals, segons fonts palestines. El 28 de desembre d'aquest mateix any, Yousif Abu Sbeikha al-Buheiri, un home de 48 anys, va morir per les ferides ocasionades per l'impacte d'una bala disparada per soldats israelians en el transcurs d'una manifestació.
A la fi de desembre de 2015, un avió israelià va ruixar amb herbicides les explotacions agrícoles d'alguns camperols de Maghazi, la qual cosa va suposar la pèrdua de les collites per a molts d'ells. Algunes d'aquestes explotacions estaven prop del mur de separació entre Gaza i Israel, en una zona que l'exèrcit israelià fumiga sovint amb herbicides per facilitar les seves operacions, mentre que unes altres es trobaven terra endins.